# Třetí vláda Davida Ben Guriona
Třetí vláda Davida Ben Guriona byla vytvořena 8. října 1951 Davidem Ben Gurionem, více než dva měsíce po volbách. Gurionova strana Mapaj vytvořila koalici s Mizrachi, Ha-Po'el ha-Mizrachi, Agudat Jisra'el, Po'alej Agudat Jisra'el a třemi stranami izraelských Arabů, kterými byly Demokratická kandidátka izraelských Arabů, Kidma ve-avoda a Chakla'ut ve-pituach. Ve vládě bylo 15 ministrů a 3 náměstci.
Agudat Jisra'el a Po'alej Agudat Jisra'el opustily koalici 23. září 1952 (Kalman Kahana zůstal nadále náměstkem ministra školství a kultury) krátce po neshodách ohledně povolání žen do Izraelských obranných sil. Vláda tak získala pouze 60 ze 120 křesel v Knesetu.
Vláda podala demisi 19. prosince 1952 kvůli sporu s náboženskými stranami, který se týkal náboženské výchovy.
Dva ministři, Eli'ezer Kaplan a David Cvi Pinkas, zemřeli ve funkci.

## Členové vlády
| Vláda                                | Vláda                                         | Vláda                   |
| Úřad                                 | Člen vlády                                    | Politická strana        |
| ------------------------------------ | --------------------------------------------- | ----------------------- |
| Předseda vlády Ministr obrany        | David Ben Gurion                              | Mapaj                   |
| Místopředseda vlády                  | Eli'ezer Kaplan (do 13. července 1952)        | Mapaj                   |
| Ministr zemědělství                  | Levi Eškol (do 25. června 1952)               | Mapaj                   |
| Ministr zemědělství                  | Perec Naftali (po 25. červnu 1952)            | Mapaj                   |
| Ministr školství a kultury           | Ben Cijon Dinur                               | Nebyl členem Knesetu    |
| Ministr financí                      | Eli'ezer Kaplan (do 13. července 1952)        | Mapaj                   |
| Ministr financí                      | Levi Eškol (po 25. červnu 1952)               | Mapaj                   |
| Ministr zahraničních věcí            | Moše Šaret                                    | Mapaj                   |
| Ministr zdravotnictví                | Josef Burg                                    | Ha-Po'el ha-Mizrachi    |
| Ministr vnitra a ministr náboženství | Chajim-Moše Šapira                            | Ha-Po'el ha-Mizrachi    |
| Ministr spravedlnosti                | Dov Josef (do 25. června 1952)                | Mapaj                   |
| Ministr spravedlnosti                | Chajim Kohen (po 25. červnu 1952)             | Nebyl členem Knesetu    |
| Ministryně práce                     | Golda Meirová                                 | Mapaj                   |
| Ministr policie                      | Bechor-Šalom Šitrit                           | Mapaj                   |
| Ministr poštovních služeb            | Mordechaj Nurok                               | Mizrachi                |
| Ministr obchodu a průmyslu           | Dov Josef                                     | Mapaj                   |
| Ministr dopravy                      | David Cvi Pinkas (do 14. srpna 1952)          | Mizrachi                |
| Ministr dopravy                      | David Ben Gurion (po 14. srpnu 1952)          | Mapaj                   |
| Ministr sociální péče                | Jicchak-Me'ir Levin (do 18. září 1952)        | Agudat Jisra'el         |
| Ministr bez portfeje                 | Perec Naftali (do 25. června 1952)            | Mapaj                   |
| Ministr bez portfeje                 | Pinchas Lavon (17. srpen - 24. prosinec 1952) | Mapaj                   |
| Náměstek ministra zemědělství        | Josef Efrati                                  | Mapaj                   |
| Náměstek ministra školství a kultury | Kalman Kahana                                 | Po'alej Agudat Jisra'el |